# Passiflora suberosa
Espèce
Classification phylogénétique
Le Grain d'encre ou Boule à encre (Passiflora suberosa) est une espèce de plantes à fleurs du genre Passiflora (les passiflores) et de la famille des Passifloraceae. C'est une plante grimpante originaire d'Amérique du Sud.

## Description

### Aspect général
L'espèce se présente comme une liane pérenne rampante ou grimpante pouvant atteindre 6 mètres de long. Ses tiges en s'épaississant deviennent spongieuses, d'où l'épithète latin suberosa qui signifie « de la même nature que le liège ».

### Feuilles
Les feuilles sont simples, alternes, entières à trilobées, avec les deux faces glabres, d'un vert brillant. Elles mesurent 4 à 12 centimètres de long.

### Fleurs
Les fleurs sont solitaires ou par paires, et poussent à l'aisselle des feuilles. De couleur verdâtre ou jaunâtres, elles ont 5 sépales lancéolés, mais pas de pétales. La floraison a lieu de la fin de la saison des pluies jusqu'en fin de saison fraîche. Elles sont mellifères.

### Fruits
Les fruits sont des baies sphériques bleu-noir de 1 centimètre de diamètre, incomestibles. Ils contiennent une multitude de minuscules graines dans une pulpe bleu sombre. Ils sont dispersés par zoochorie, notamment par les oiseaux. La fructification est un peu décalée par rapport à la floraison et se termine vers décembre.

## Distribution
Originaire d'Amérique du Sud, on la trouve dans de nombreuses îles de l'hémisphère sud (notamment en Nouvelle-Calédonie, où elle a été introduite en 1909,,, en Polynésie et en Australie).

### Caractère envahissant
Extrêmement prolifique (jusqu'à 1000 graines par mètre carré), étouffant toute végétation sur laquelle elle pousse, y compris les arbres, elle est considérée comme une plante envahissante.
En Nouvelle-Calédonie, le Code de l'environnement de la Province Sud interdit l’introduction dans la nature de cette espèce ainsi que sa production, son transport, son utilisation, son colportage, sa cession, sa mise en vente, sa vente ou son achat.

## Usages
Les pigments des fruits sont utilisés pour le grimage.
Les tiges sont utilisées comme liens de contention.

## Photos

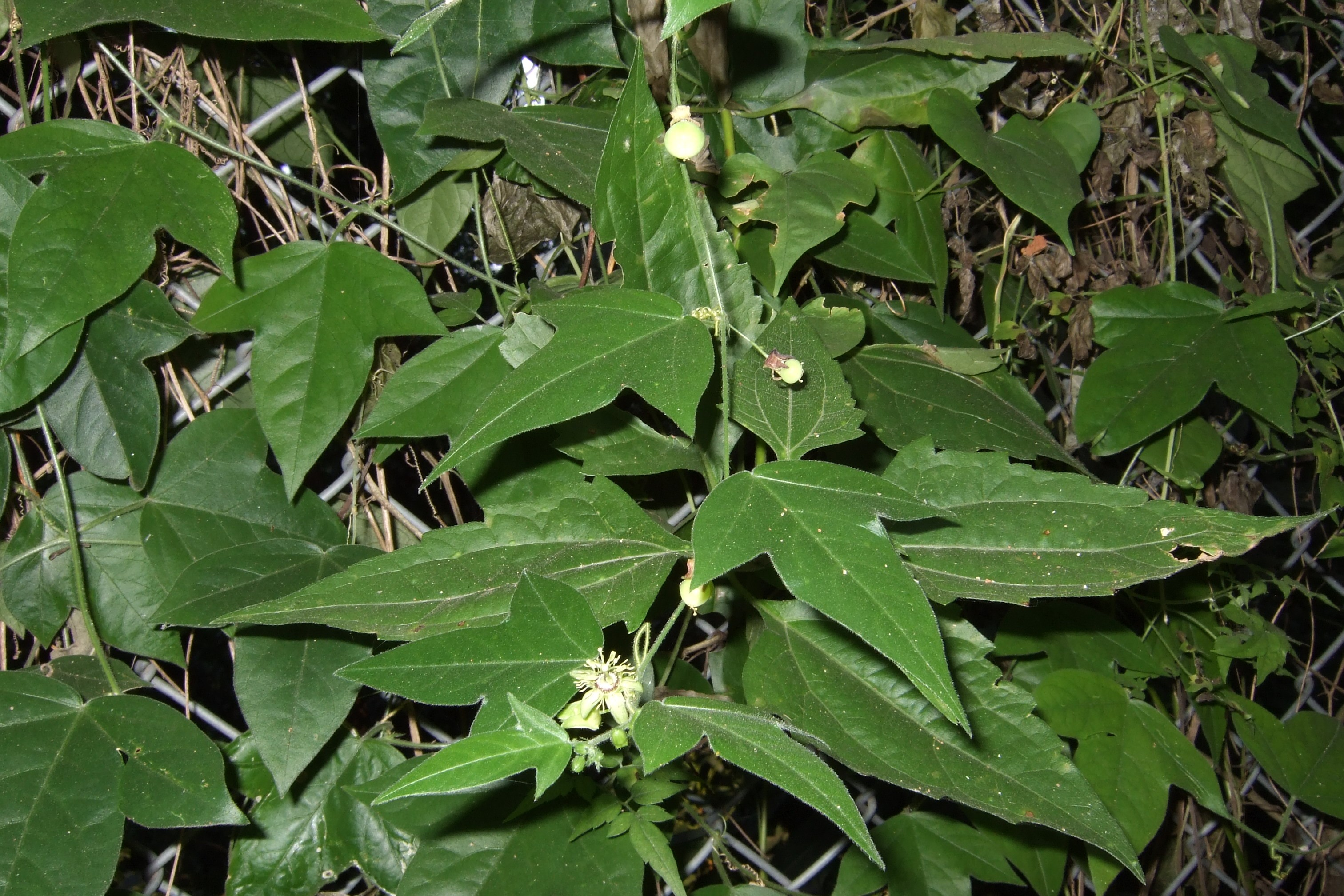
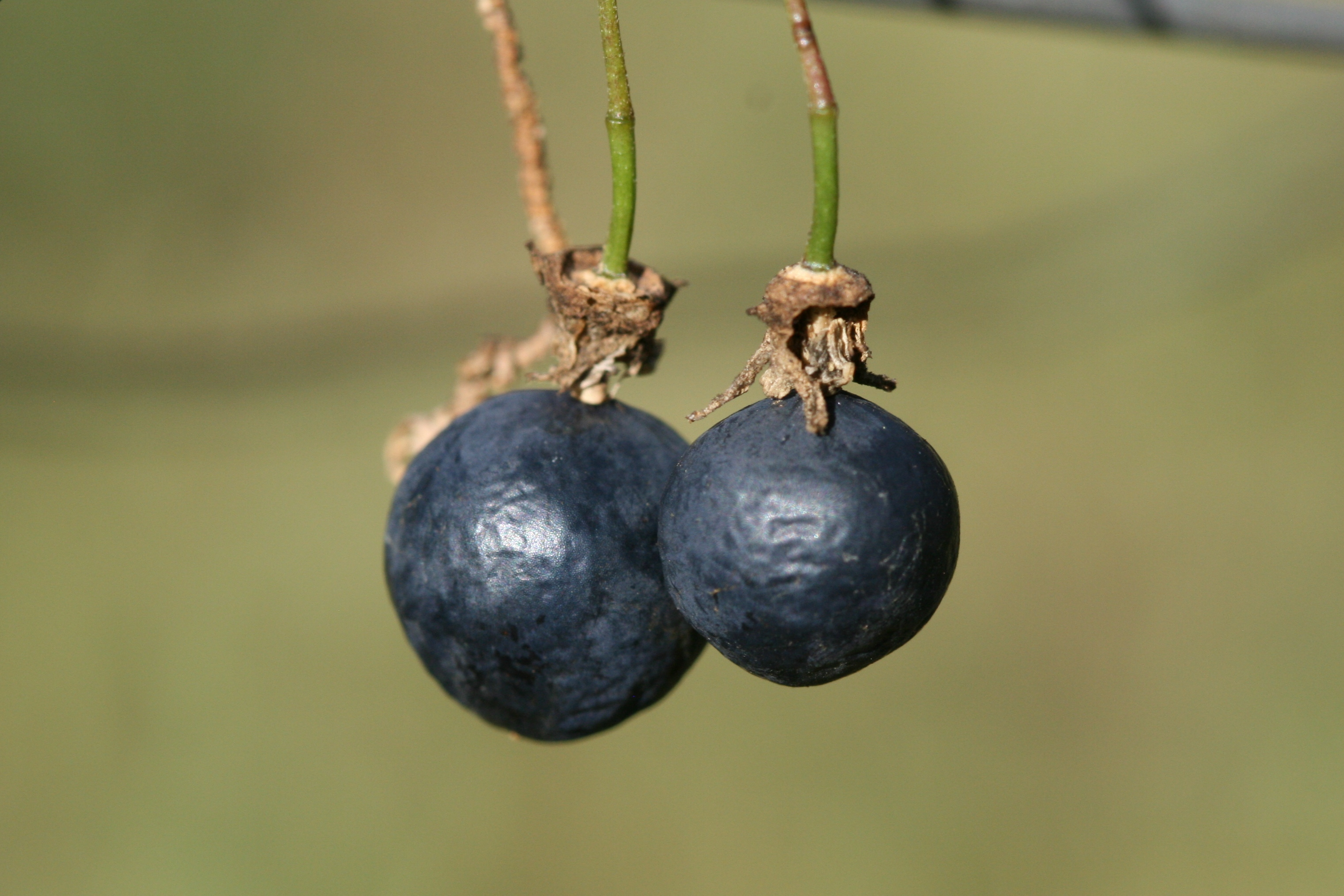
Fruits.